# Транскриптом
Транскрипто́м (англ. transcriptome) — совокупность всех транскриптов, синтезируемых одной клеткой или группой клеток, включая мРНК и некодирующие РНК. Понятие «транскриптом» может обозначать полный набор транскриптов в данном организме или специфический набор транскриптов (молекул РНК), представленный в клетках определённого типа.
В отличие от генома, который, как правило, одинаков для всех клеток одной линии, транскриптом может сильно меняться в зависимости от условий окружающей среды. Ввиду того, что понятие транскриптом включает в себя все транскрипты данной клетки, он также отражает профиль экспрессии генов в данный момент времени.
Наиболее распространённый метод изучения транскриптома — секвенирование РНК и использование ДНК-микрочипов.